# Mestrino
Mestrino är en ort och kommun i provinsen Padova i regionen Veneto i Italien. Kommunen hade 11 568 invånare (2018).